# Götz von Olenhusen
Götz von Olenhusen ist der Name eines niedersächsischen Adelsgeschlechts mit gleichnamigem Stammhaus bei Göttingen.

## Geschichte
Das Geschlecht erscheint erstmals mit Peter Götz, seit 1533 Bürger zu Münden, † 1560, mit dem auch die Stammreihe beginnt. Für dessen Sohn, den herzoglich braunschweigischen Kammerrat Dr. jur. utr. Joachim Götz auf Olenhusen und Lutterbeck, erfolgte am 13. Juli 1591 eine kaiserliche Wappenverbesserung in Form einer Adelsbestätigung. 1595 erlangte Joachim Götz von Olenhusen das braunschweigische Erbküchenmeisteramt der Lande zwischen Deister und Leine.

## Wappen
Das schräglinks geteilte Wappen von 1591 zeigt oben in Rot einen wachsenden silbernen Löwen, unten in Gold einen roten Schräglinksbalken. Auf dem Helm mit rechts rot-goldenen und links rot-silbernen Helmdecken ein achtstrahliger goldener Stern zwischen zwei Gold und Rot geteilten Löwenpranken mit einwärts gekehrten Klauen.

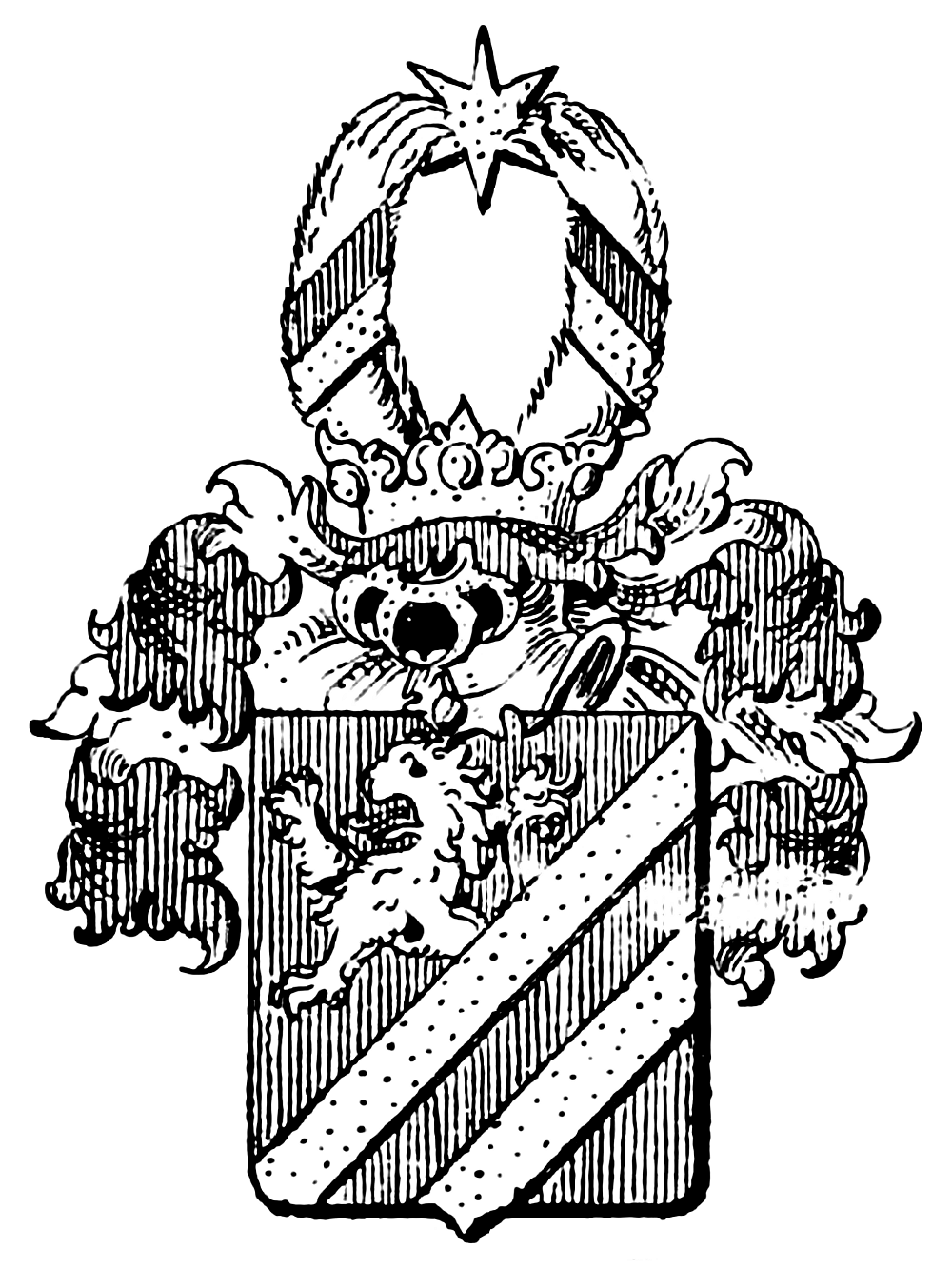
Wappen in Siebmachers Wappenbuch
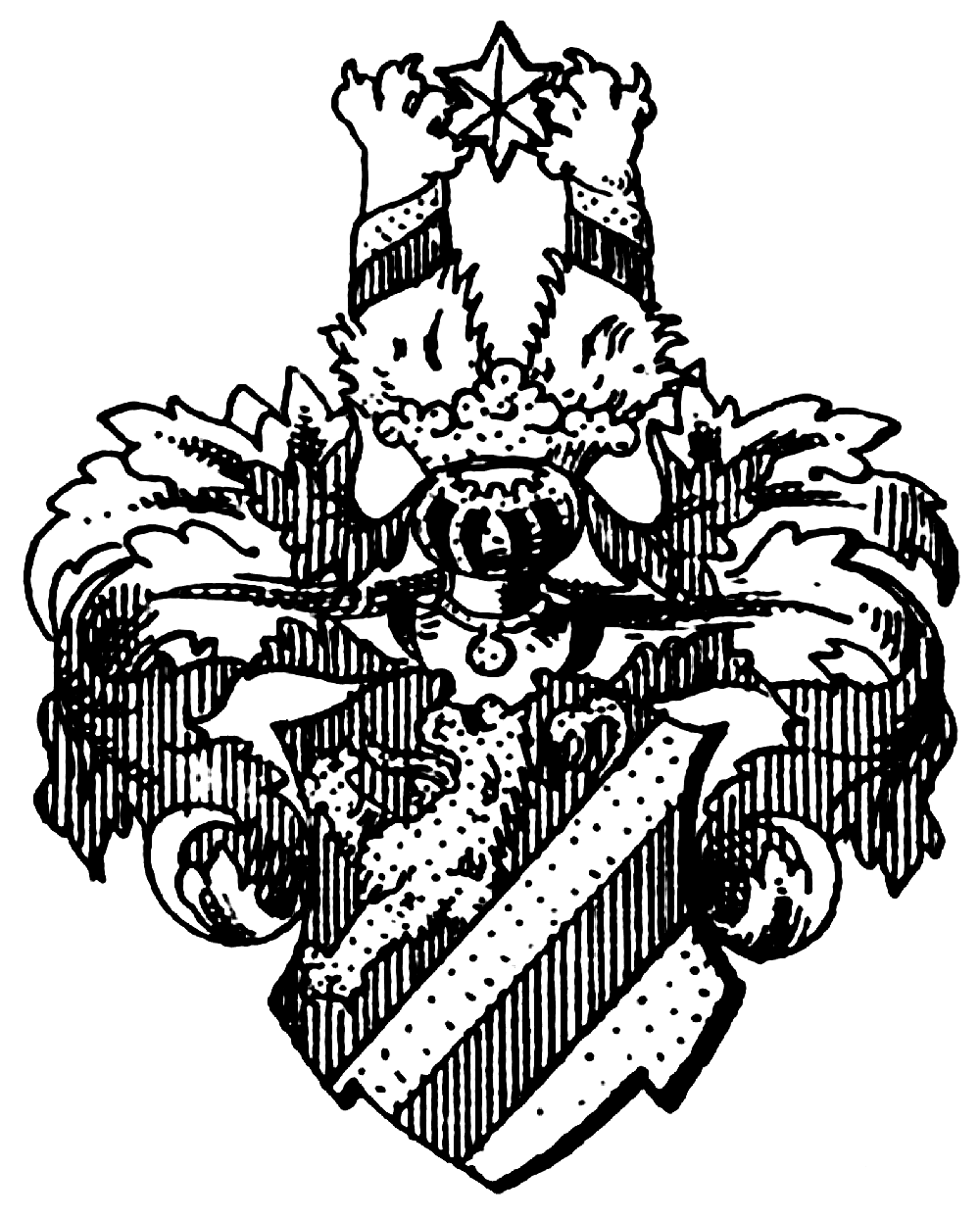
Wappen der Götz von Olenhusen
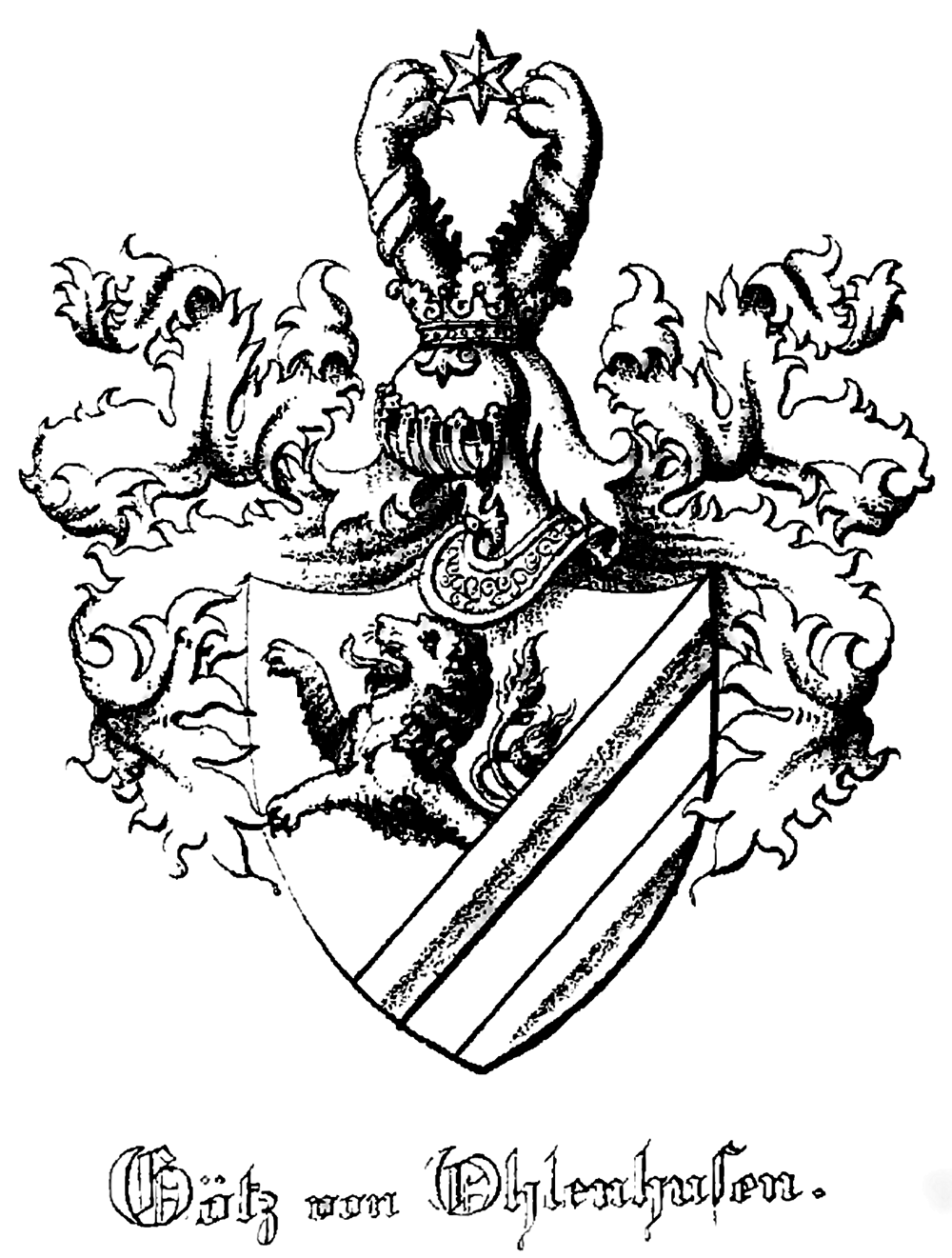
Wappen im Geschlechts- und Wappenbuch des Königreichs Hannover

## Bekannte Familienmitglieder
- Albrecht Götz von Olenhusen (1935–2022), deutscher Anwalt und Autor, Honorarprofessor an der Universität Düsseldorf
- Irmtraud Götz von Olenhusen (* 1952), deutsche Historikerin und Hochschullehrerin
- Karl Götz von Olenhusen (1847–1933), deutscher Rittergutsbesitzer, Mitglied des Deutschen Reichstags
- Leo Götz von Olenhusen (1855–1942), deutscher Generalleutnant
- Peter Götz von Olenhusen (* 1952), deutscher Jurist